# آسترونومی (ترانه)
«آسترونومی» (به انگلیسی: Astronomy) ترانه‌ای از گروه راک بلو اویستر کالت است. این قطعه اولین بار در آلبوم سال ۱۹۷۴ گروه با نام عهدنامه‌های سری منتشر شد. «آسترونومی» پس از آن‌که در قالب تک‌آهنگ اصلی آلبوم ایمجینوس (۱۹۸۸) منتشر شد برای ۹ هفته جزو پُرفروش‌ترین ترانه‌های جریان اصلی راک بود و تا ردهٔ دوازدهم آن جدول صعود کرد.
گروه موسیقی متالیکا در آلبوم گاراژ اینک. (۱۹۹۸) «آسترونومی» را کاور کرده‌اند. آرچ انمی هم در ترانهٔ «زائر» از آلبوم پل‌های سوزان (۱۹۹۹) از ریف گیتار «آسترونومی» استفاده کرده‌اند.

## محتوا
«آسترونومی» همچون برخی دیگر از ترانه‌های منتشر شدهٔ گروه در دههٔ ۷۰ میلادی، پیام‌های مُبهمی را به مخاطب منتقل می‌کرد و به‌نظر می‌رسید جزئی جدا شده از یک پازل بزرگ‌تر باشد. آن پازل واقعاً وجود داشت و مفهوم ترانه از سال ۱۹۸۸ که دوباره در آلبوم ایمجینوس منتشر شد آشکارتر شد. آلبوم مفهومی ایمجینوس داستان شخصیتی مرموز و قرن نوزدهمی را روایت می‌کند که در لحظات سرنوشت‌ساز تاریخی ظاهر می‌شود و باعث وخیم‌تر شدن وقایع آن دوره می‌شود. شخصیت ایمجینوس (که در بعضی قسمت‌های آلبوم دِسدینُوا خطاب می‌شود) توانایی تغییر ماهیت دارد و می‌تواند خودش را به شکل ماهی، پرنده یا هر چیز دیگری درآورد. او به جاهای مختلفی سفر می‌کند و اتفاقات زیادی را از سر می‌گذراند تا این‌که در انتها و زمانی‌که دریانوردها جایی رهایش می‌کنند تا بمیرد، در ساحل خلیج مکزیک به‌هوش می‌آید و اعضای یک گروه از بیگانگان به‌نام «فرقهٔ صدف آبی» نجاتش می‌دهند.
در قطعهٔ «آسترونومی» شخصیت دِسدینُوا در حالتی شبیه یک مکاشفهٔ عرفانی به مکانی ناشناخته سفر می‌کند که آن‌جا را با عبارت‌هایی مثل «سلسلهٔ بحران‌ها» و «منشأ طوفان‌ها» توصیف می‌کند. متن این ترانه با الهام از شعری قدیمی از سندی پِرلمَن با نام «دکترین نرم ایمجینوس» نوشته شده‌است. «دکترین نرم ایمجینوس» در مورد بیگانگانی به نام Les Invisibles است که با هدایت آن‌ها یک انسان دستکاری شده در روند تاریخ نقش ایفا می‌کند و دخالت او منجر به آغاز جنگ جهانی اول می‌شود.
ویدئویی که برای نسخهٔ سال ۱۹۸۸ ترانه تهیه شد با کلام استیون کینگ (از هواداران سرسخت بلو اویستر کالت) آغاز می‌شود:
از یک جهان خیالی، به موازات زمان و مکان زمین ما، موجودات نادیده مأموری را فرستاده‌اند که رؤیای تاریخ را خواب می‌بیند— 